# 普雷 (热那亚)

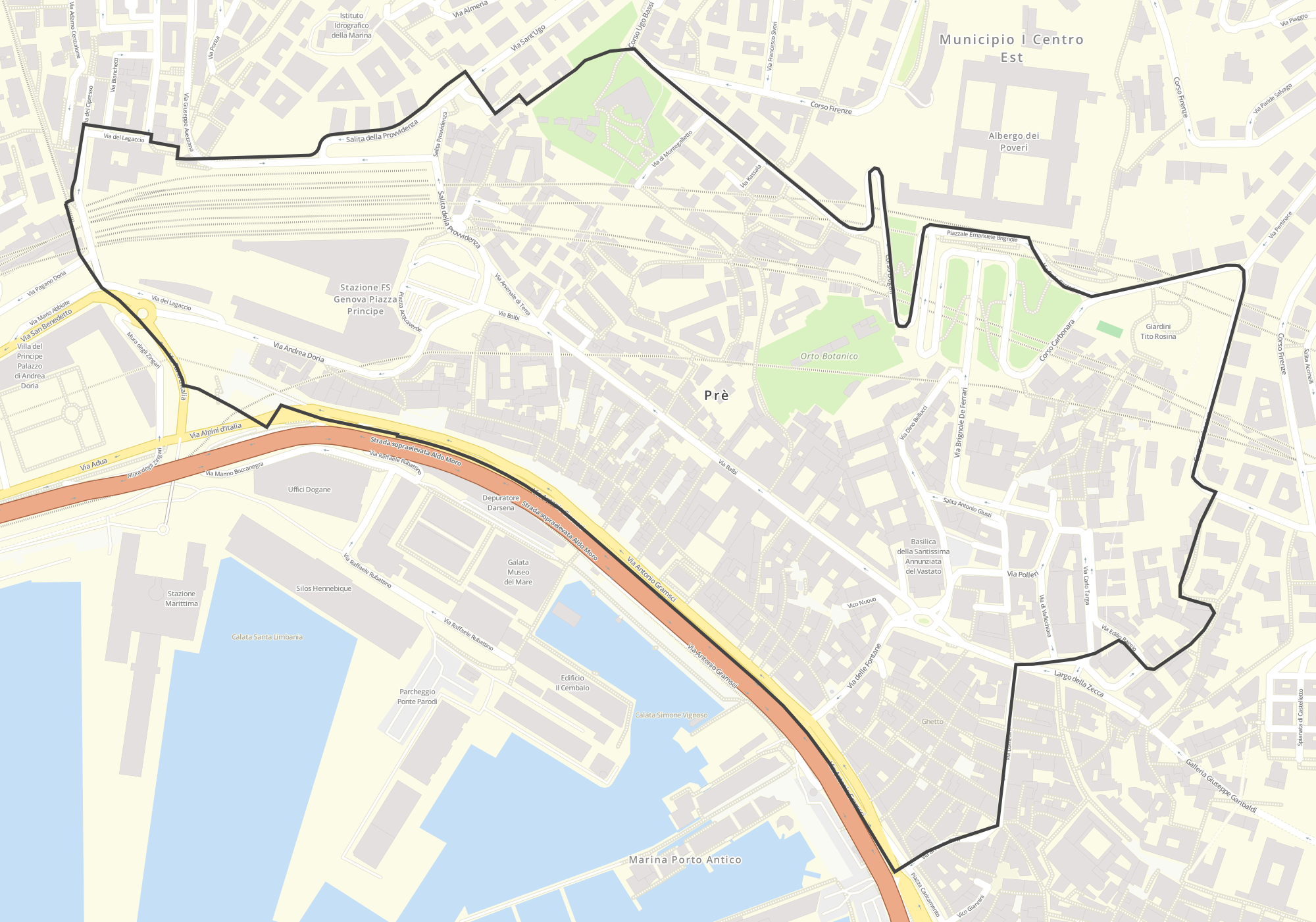
OpenStreetMap

普雷（Prè）是意大利热那亚市的一个区，毗邻抹大拉（Maddalena）、圣特奥多罗（San Teodoro）和圣文生（San Vincenzo）等区。
该区位于旧港口附近，是热那亚知名的历史街区。拥有巴尔比街等著名街道、热那亚王宫等著名建筑（许多已列为世界遗产），以及普雷圣若望堂、圣母领报圣殿、圣母圣衣暨圣依搦斯堂等众多教堂。
2012年12月，人口8053人。
热那亚大学也位于该区。